# Stenocephalemys sokolovi
Stenocephalemys sokolovi (Lavrenchenko & Bryja, 2020) è un roditore della famiglia dei Muridi endemico dell'Etiopia.

## Descrizione

### Dimensioni
Roditore di medie dimensioni, con la lunghezza della testa e del corpo tra 129 e 154  mm, la lunghezza della coda tra 114 e 161 mm, la lunghezza del piede tra 23,7 e 31,4 mm e la lunghezza delle orecchie tra 20 e 27,5 mm.

### Aspetto
Le parti dorsali sono bruno-grigiastre, mentre le parti ventrali sono giallo-grigiastre, con la base dei peli grigia. Le vibrisse sono nerastre. La linea di demarcazione lungo i fianchi è netta. Il dorso delle zampe è biancastro. Le orecchie sono nerastre. La coda è lunga poco meno della testa e del corpo, è nerastra sopra e biancastra sotto. Il cariotipo è 2n=52 FNa=52.

## Biologia

### Comportamento
È una specie terricola. Può essere una piaga per gli agricoltori.

## Distribuzione e habitat
Questa specie è diffusa sugli altopiani dell'Etiopia centrale.
Vive nei prati dominati da Festuca macrophylla.

## Conservazione
Questa specie, essendo stata scoperta solo recentemente, non è stata sottoposta ancora a nessun criterio di conservazione.